# Лизогуб Федір Андрійович
Лизогу́б Фе́дір Андрі́йович (6 жовтня 1851, Седнів, Чернігівська губернія, Російська імперія — 1928, Белград, Королівство Сербів, Хорватів і Словенців) — український громадський і політичний діяч. У 1901—1915 роках — голова Полтавської губернської земської управи. У 1918 р. був міністром внутрішніх справ і з 24 жовтня 1918 — головою Ради міністрів Української Держави.

## Життєпис

### Дореволюційний період

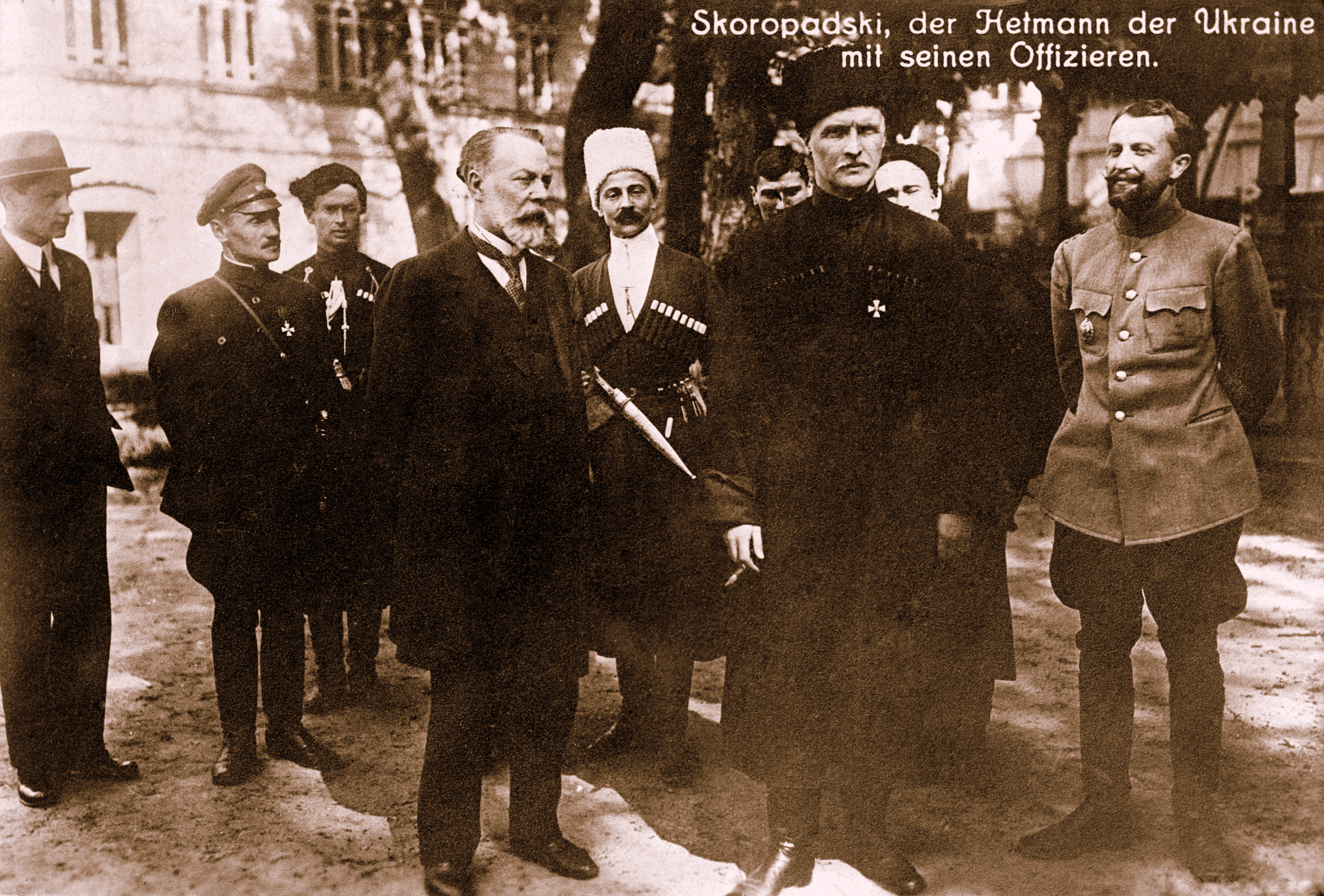
1-й ряд зліва направо: Федір Лизогуб, гетьман Павло Скоропадський, Володислав Дашкевич-Горбацький; посередині ззаду (в білій папасі) Олександр Сахно-Устимович; 2-й зліва у 2-му ряді Костянтин Прісовський

Походив зі старовинного козацького роду, син Андрія Лизогуба, брат Дмитра Лизогуба. Відомий земський діяч та меценат. До революції був октябристом з українофільською орієнтацією.
У 1888—1897 роках був гласним Городнянської повітової, згодом Чернігівської губернської земської управи. У 1901—1915 роках — голова Полтавської губернської земської управи. За сприяння Федора Лизогуба Полтава та Миргород перетворилися на центри української культури. Був ініціатором спорудження в Полтаві нового будинку земства в національному стилі, пам'ятника Іванові Котляревському, відкриття кількох музеїв, підтримував майстрів українського декоративно-прикладного мистецтва.
У 1915—1917 роках — член ради для заведення земського самоврядування при наміснику Кавказу. В 1917 році очолював відділ іноземних підданих Міністерства закордонних справ Росії. Член партії октябристів.

### Революція
Після утвердження радянської влади в Росії Федір Лизогуб повернувся до України. Тут він долучився до роботи Генерального секретаріату Центральної Ради — працював консультантом із земельних питань.
У травні — листопаді 1918 р. — голова Ради міністрів Української Держави гетьмана П. Скоропадського, одночасно від 3 травня до 8 липня — міністр внутрішніх справ. Внаслідок діяльності уряду Ф. Лизогуба Українська Держава досягла помітних успіхів в розбудові державності, утвердженні на міжнародній арені, стабілізації економіки й фінансів.
Намагався залучити до співпраці в уряді представників партій національно-демократичного напряму, в тому числі Український національно-демократичний союз. Протягом літа 1918 р. під головуванням Ф. Лизогуба проведена велика організаційна робота зі створення постійної штатної структури військових частин та підрозділів Сухопутних військ Збройних сил Української Держави, реформування Військово-морського флоту, з демобілізації торговельного флоту, з відновлення Вільного козацтва та зміцнення органів Державної варти.
Ф. Лизогуб залишив помітний слід і в дипломатії. Однак, не всі дипломатичні ініціативи глави кабінету міністрів Української Держави були схвалені сучасниками. Особливо це стосувалося відносин із більшовицькою Росією.
Політично скандальною виявилась його заява в серпні 1918 р. в Берліні про готовність гетьманського уряду піти на федеративні відносини з Росією. Український національно-демократичний союз оголосив гострий протест проти цієї заяви Ф. Лизогуба.
В серпні 1918 р. Ф. Лизогуб зустрівся з державним секретарем закордонних справ Німеччини Паулем фон Гінце в Берліні, де обговорив проблеми кордонів, укладення мирного договору з радянською Росією, питання, пов'язані з Кримом, Холмщиною, Чорноморським флотом, Збройними силами України. Німці підтримали домагання України щодо Чорноморського флоту, однак це обумовлювалося виплатою української частки боргових зобов'язань Російської імперії в розмірі 200 млн крб[джерело?].
Через те, що в Берліні делегація Федора Лизогуба не змогла домовитися з Німеччиною щодо всіх питань переговорів, у вересні 1918 року гетьман Павло Скоропадський особисто відвідав Німеччину. У цей час Федір Лизогуб був членом та головою Колегії Верховних Правителів, яка заміняла гетьмана на час його відсутности.
З ініціативи Ф. Лизогуба були накреслені перспективи економічного співробітництва. У цілому міністерство закордонних справ уряду Ф. Лизогуба протягом восьми місяців діяло досить активно. Україна мала 11 дипломатичних і близько 50 консульських представництв у 20 країнах, а на своїй території — 12 дипломатичних і 42 консульських представництва з 24 держав.
Після опублікування гетьманом П. Скоропадським 14 листопада 1918 р. «Грамоти Гетьмана всієї України до всіх українських громадян і козаків України» і проголошення федеративного союзу України з майбутньою небільшовицькою Росією Ф. Лизогуб склав свої повноваження.
На думку історика Руслана Пирога, ще 7 листопада відбулася «тиха» відставка голови Ради міністрів. Того дня у протоколах засідання Федір Лизогуб востаннє значиться головою уряду. Між 8 і 14 листопада обов'язки голови виконував міністр фінансів А. Ржепецький, який і головував на засіданнях.
Федір Андрійович емігрував до Королівства Сербів, Хорватів і Словенців, де й помер 1928 р. в Белграді.

## Сім'я
Був одружений з Олександрою Федорівною Левіц.
Діти:
- Олена (10 вересня 1890 — ?);
- Єлизавета (11 вересня 1892 — ?);
- Віра (27 квітня 1897 — ?).

## Вшанування пам'яті
У Полтаві провулок Суворовський перейменували на честь Федора Лизогуба.